# 이능섭 (1907년)
이능섭(李能燮, 일본식 이름: 東園寺能燮 또는 東園寺能昭, 1907년 ~ ?)은 일제강점기의 관료 및 경찰이며 대한민국의 외교관이다. 본관(本貫)은 전의(全義)이다.

## 생애
경성제국대학 법문학부 법학과를 1931년에 졸업하였다. 법조인 사경욱과 유헌열이 동기생이다.
학교 졸업 후 경상북도 내무부와 달성군에서 조선총독부 관리로 근무하였다. 일제 강점기 말기에는 총독부 경무국 도서과에서 도서 검열 업무를 맡아 경찰로 일했다.
제1공화국에서는 외교관으로 임용되어 일본 관련 업무에 종사하였다. 1950년 한국 전쟁 중 서울에서 납북되어 이후 행적을 알 수 없다.
부인은 이화여자전문학교를 졸업한 윤예경으로, 윤치소의 장녀이자 윤보선의 동생이다. 이능섭과 윤예경 부부의 맏사위가 언론인 홍승면이다.
2008년에 민족문제연구소가 공개한 친일인명사전 수록예정자 명단의 경찰 부문에 선정되었다. 이 명단에는 장인인 윤치소도 포함되어 있다.

## 참고 자료
- 윤치호 (2001년 2월 10일). 〈윤치호 가계도〉.   김상태. 《윤치호 일기》. 서울: 역사비평사. ISBN 9788976962492.